# Macroglossum buruensis
Macroglossum buruensis är en fjärilsart som beskrevs av Holland 1900. Macroglossum buruensis ingår i släktet Macroglossum och familjen svärmare. Inga underarter finns listade i Catalogue of Life.